# Llista d'arquebisbes de Toledo
L'arquebisbe de Toledo és un membre pertanyent a l'orde episcopal catòlic que està al capdavant de l'arxidiòcesi de Toledo.

## Titulars anteriors a la invasió musulmana
Toledo és una de les diòcesis espanyoles que compten amb un dels episcopologis més antics. Tradicionalment, s'ha considerat que la seu episcopal va ser fundada per un sant Eugeni, al segle i. No obstant això, els seus primers titulars només representen una simple successió de noms sense més informació. El Códice Emilianense (992) recull en lletra visigòtica una llista fins al 926, complementat amb altres documents que, en tot cas, no ofereixen gaire més informació i es dubta especialment de la part inicial. Si bé l'historiador de l'església toledana Juan Francisco Rivera opina que la font de les llistes posteriors devia ser una relació oficial de la diòcesi, avui perduda.
Al segle xix, Enrique Flórez va elaborar aquesta llista en la seva obra España sagrada, i en va excloure noms que hi havien introduït altres estudiosos, com és el cas del suposat bisbe Olimpi, entre Natal i Audenci, però que de fet la seu toledana mai va adoptar. Pel que fa als primers bisbes inclosos a la llista, especialment pel que fa als bisbes del segle iv, l'autor discuteix les dades de les quals disposava i en fa una anàlisi crítica. A més, de fet el mateix Flórez admetia que es va donar un període de deu anys a cada un dels set bisbes, no perquè un o altre hagués viscut més o menys, cosa que es desconeixia totalment, sinó perquè era la forma més prudent d'arreglar la llista malgrat el seu desconeixement.
Aquestes llistes episcopals més antigues amb tota probabilitat van servir de font a Ildefons de Toledo per confeccionar la seva obra De uiris illustribus la segona meitat de segle vii. Dels bisbes que esmenta abans d'Eufimi, només Audenci, Asturi, Cels i Montà estan documentats -o semblen estar-ho- en altres fonts.
| Titular   | Període     | Nota |
| --------- | ----------- | --- |
| Eugeni    | Segle I     | Bisbe llegendari, suposat deixeble de Dionís l'Areopagita. Fundador tradicional de l'Església de Toledo. |
| Melanci   | Segle III   | Segons Flórez, present abans de l'arribada de Dacià a Hispània. |
| Pelagi    | 312-325     | És el primer bisbe esmentat en tots els catàlegs. Coincideix en ser el primer d'acord amb l'obra de Sant Ildefons, que esmenta novè a Asturi. La seva cronologia és incerta, i a més té el problema d'arribar a ser coincident amb Melanci, bisbe de Toledo esmentat en les suposades actes del Concili d'Elvira, que es va celebrar en una data incerta entre el 300 i el 324. Juan Francisco Rivera considera Pelai la mateixa persona que Melanci. |
| Patrú     | 325-335     | Va ser confós antigament amb un religiós anomenat Patruí, en realitat bisbe de Mèrida, que havia estat en el I Concili de Toledo l'any 396, cosa que hagués allargat el mandat de Pelagi més de setanta anys. |
| Toribi    | 335-345     | |
| Quint     | 345-355     | |
| Vicenç    | 355-365     | |
| Paulat    | 365-375     | |
| Natal     | 375-380     | |
| Audenci   | 380-400     | És el primer dels bisbes esmentats per Ildefons de Toledo en la seva obra i sobre el qual es tenen unes mínimes dades. |
| Asturi    | 400-412     | |
| Hesiqui   | 412-427     | |
| Martí     | 427-440     | |
| Castí     | 440-454     | |
| Campeu    | 454-467     | |
| Sintici   | 467-482     | |
| Praumat   | 482-494     | |
| Pere I    | 494-508     | |
| Cels      | 508-523     | |
| Montà     | 523-531     | |
| Julià I   | 531-546     | |
| Bacauda   | 546-560     | |
| Pere II   | 560-574     | |
| Eufimi    | 574-590     | Bisbe catòlic perseguit per Leovigild. |
| Exuperi   | 590-593     | |
| Conanci   | 593-596     | |
| Adelfi    | 596-603     | |
| Aurasi    | 603-615     | |
| Eladi     | 615-633     | |
| Just      | 633-636     | |
| Eugeni I  | 636-646     | |
| Eugeni II | 646-657     | Elevació de Toledo a arxidiòcesi. |
| Ildefons  | 657-667     | |
| Quirze    | 667-680     | |
| Julià II  | 680-690     | |
| Sisbert   | 690-693     | |
| Fèlix     | 693-700     | |
| Gunderic  | 700-710     | |
| Sindered  | 710-711/731 | Darrer abans de la invasió. Fuig a Roma. |

## Metropolitans durant l'època musulmana
El catàleg toledà abasta els prelats fins més enllà de la invasió musulmana. Això és perquè els hispanoromans sotmesos pels musulmans i que no van fugir als regnes cristians del nord, els mossàrabs, és a dir, que són arabitzats, van mantenir la religió cristiana i, a més, van tenir tot un llarg contacte amb la nova cultura dels conqueridors, de fet els cristians seleccionaven i refusaven allò que els interessava. Al llarg del període musulmà de Toledo, cal esmentar que progressivament es va anar produint un procés d'islamització i d'aculturació de la població autòctona. De fet, el clergat cristià va arribar a ser trilingüe, ja que a banda d'aprendre àrab, van mantenir la seva llengua romanç i el llatí en la litúrgia.
L'abandonament de la seu per part de Sindered va provocar molts problemes a l'església de Toledo, segons es diu un prelat anomenat Oppas va ocupar l'arquebisbat, però en ser oficialment ocupada per Sindered se l'ha considerat intrús, il·legítim i, per tant, normalment no és inclòs a la llista episcopal. Hi va haver dos bàndols a favor i en contra de la seva persona, però en tot cas, la situació va durar fins a la batalla de Covadonga (722): Oppas acompanyava els musulmans i va ser capturat per Pelai i els rebels asturians i va posar fi a la situació irregular de la diòcesi. Després d'Oppas, són coneguts quatre bisbes a partir del 731 fins a la fi del segle viii, de dos dels quals no se'n sap res més que el nom. Pel que a la llista d'arquebisbes, el Còdex Emilianense acaba el catàleg de titulars amb Joan I. En tot cas, tot i no tenir gaires notícies al respecte, van continuar havent-hi prelats fins a la conquesta d'Alfons VI de la ciutat, i va refundar la catedral de Toledo el 1086 sobre l'antiga mesquita.
| Titular     | Període       | Nota |
| ----------- | ------------- | --- |
| Oppas       | 711-722       | Bisbe intrús i il·legítim, no inclòs en el catàleg episcopal oficial.                                              |
| Suniered    | 731-758       | |
| Concordi    | 758-774       | |
| Cixila      | 774/5-783/4   | |
| Elipand     | 783/4-799/808 | |
| Gumesind    | 799/808-828   | |
| Vistremir   | 828-858       | |
| Eulogi      | 859           | Segons Flórez, és escollit i martiritzat el 859. Tanmateix, no és inclòs en el catàleg episcopal de l'arxidiòcesi. |
| Bonet       | 859-892       | |
| Joan I      | 892-926       | |
| Ubayd Allah | ca. 962       | |
| Pasqual     | 1058-1080     | |

## Titulars des de la refundació de l'arxidiòcesi
| Titular                            | Període   | Nota                                                                    |
| ---------------------------------- | --------- | ----------------------------------------------------------------------- |
| Bernardo de Sedirac                | 1086-1124 |                                                                         |
| Raymond de Sauvetat                | 1124-1152 |                                                                         |
| Juan de Castellmorum               | 1152-1166 |                                                                         |
| Cerebruno de Poitiers              | 1167-1180 |                                                                         |
| Pere de Cardona                    | 1181      |                                                                         |
| Gonzalo Pérez                      | 1182-1191 |                                                                         |
| Martín López de Pisuerga           | 1192-1208 |                                                                         |
| Rodrigo Jiménez de Rada            | 1209-1247 |                                                                         |
| Juan de Medina de Pomar            | 1247-1248 |                                                                         |
| Gutierre Ruiz de Olea              | 1249-1250 |                                                                         |
| Sanç de Castella                   | 1251-1261 |                                                                         |
| Domingo Pascual                    | 1262-1265 |                                                                         |
| Sanç d'Aragó                       | 1266-1275 |                                                                         |
| Fernando Rodríguez de Covarrubias  | 1276-1280 |                                                                         |
| Gonzalo García Gudiel              | 1280-1299 |                                                                         |
| Gonzalo Díaz Palomeque             | 1299-1310 |                                                                         |
| Gutierre Gómez de Toledo           | 1310-1319 |                                                                         |
| Joan d'Aragó                       | 1319-1328 |                                                                         |
| Jimeno de Luna                     | 1328-1338 |                                                                         |
| Gil de Albornoz                    | 1338-1350 |                                                                         |
| Gonzalo de Aguilar                 | 1351-1353 |                                                                         |
| Blas Fernández de Toledo           | 1353-1362 |                                                                         |
| Gómez Manrique                     | 1362-1375 |                                                                         |
| Pedro Tenorio                      | 1377-1399 |                                                                         |
| Pedro de Luna y Albornoz           | 1403-1414 |                                                                         |
| Sancho de Rojas                    | 1415-1422 |                                                                         |
| Juan Martínez de Contreras         | 1423-1434 |                                                                         |
| Juan de Cerezuela                  | 1434-1442 |                                                                         |
| Gutierre Álvarez de Toledo         | 1442-1445 |                                                                         |
| Alfonso Carrillo de Acuña          | 1446-1482 |                                                                         |
| Pedro González de Mendoza          | 1482-1495 |                                                                         |
| Francisco Jiménez de Cisneros      | 1495-1517 |                                                                         |
| Guillermo de Croy                  | 1517-1521 |                                                                         |
| Alonso de Fonseca y Ulloa          | 1523-1534 |                                                                         |
| Juan Pardo de Tavera               | 1534-1545 |                                                                         |
| Juan Martínez Silíceo              | 1545-1557 |                                                                         |
| Bartolomé de Carranza              | 1558-1576 |                                                                         |
| Gaspar de Quiroga                  | 1577-1594 |                                                                         |
| Albert d'Àustria                   | 1595-1598 |                                                                         |
| García Loaysa                      | 1598-1599 |                                                                         |
| Bernardo de Sandoval               | 1599-1618 |                                                                         |
| Ferran d'Àustria                   | 1620-1641 |                                                                         |
| Gaspar de Borja                    | 1645      |                                                                         |
| Baltasar Moscoso                   | 1646-1655 |                                                                         |
| Pasqual d'Aragó                    | 1666-1677 |                                                                         |
| Luis Manuel Fernández-Portocarrero | 1677-1678 |                                                                         |
| Antonio Ibáñez de la Riva          | 1710      | Va resultar arquebisbe electe, però no va prendre possessió del càrrec. |
| Francisco Valero                   | 1715-1720 |                                                                         |
| Diego de Astorga                   | 1720-1734 |                                                                         |
| Lluís de Borbó                     | 1735-1754 | Administrador.                                                          |
| Luis Fernández de Córdoba          | 1755-1771 |                                                                         |
| Francisco Antonio de Lorenzana     | 1772-1800 |                                                                         |
| Luis María de Borbón               | 1800-1823 |                                                                         |
| Pedro Inguanzo                     | 1824-1836 |                                                                         |
| Juan José Bonel                    | 1849-1857 |                                                                         |
| Cirilo de Alameda                  | 1857-1872 |                                                                         |
| Juan Ignacio Moreno                | 1875-1884 |                                                                         |
| Zeferino González                  | 1885-1886 |                                                                         |
| Miquel Payà                        | 1886-1891 |                                                                         |
| Antolín Monescillo                 | 1892-1898 |                                                                         |
| Ciriaco Sancha                     | 1898-1909 |                                                                         |
| Gregorio Aguirre                   | 1909-1913 |                                                                         |
| Victoriano Guisasola               | 1913-1920 |                                                                         |
| Enrique Almaraz                    | 1920-1921 |                                                                         |
| Enric Reig                         | 1922-1927 |                                                                         |
| Pedro Segura                       | 1927-1931 |                                                                         |
| Isidre Gomà                        | 1933-1940 |                                                                         |
| Enric Pla                          | 1941-1968 |                                                                         |
| Vicent Enrique                     | 1969-1972 |                                                                         |
| Marcelo González                   | 1972-1995 |                                                                         |
| Francisco Álvarez                  | 1995-2002 |                                                                         |
| Antonio Cañizares                  | 2002-2008 |                                                                         |
| Braulio Rodríguez Plaza            | 2009-2020 |                                                                         |
| Francisco Cerro Chaves             | 2020-Avui | Abans bisbe de Còria-Càceres.                                           |